# Morti nel 1973/Senza giorno specificato
| Questa pagina contiene informazioni ricavate automaticamente dalle voci biografiche con l'ausilio del template Bio e di un bot. L'aggiornamento è periodico e automatico e ricostruisce completamente la pagina. Se manca una persona in questa lista, sei pregato di non aggiungerla, ma accertati piuttosto che la sua voce biografica contenga il template Bio e che i dati anagrafici siano correttamente compilati. Se il template Bio manca, inseriscilo tu stesso o, in alternativa, metti l'avviso {{tmp\|Bio}} che ne segnala la mancanza. Se i dati riportati sono sbagliati, correggi direttamente la voce biografica; le modifiche saranno visibili in questa lista entro pochi giorni. Per chiarimenti vedi il progetto biografie. La lista contiene solo le 74 persone che sono citate nell'enciclopedia e per le quali è stato implementato correttamente il template Bio. Pagina aggiornata al 3 mar 2024. |

- Goffredo Alterisio, politico italiano (n. 1891)
- Donald Hatch Andrews, chimico statunitense (n. 1898)
- Leopoldo Bard, medico, politico e dirigente sportivo argentino (n. 1886)
- Charles Bardot, calciatore francese (n. 1904)
- Michelangelo Bedini, pittore italiano (n. 1904)
- Giuseppe Bellisario, direttore d'orchestra, compositore e pianista italiano (n. 1902)
- Vera Bock, illustratrice russa (n. 1905)
- Enrico Bracchi, ufficiale italiano (n. 1898)
- Alberto Caffassi, pittore italiano (n. 1894)
- Alberto Caligiani, pittore, incisore e scrittore italiano (n. 1894)
- Ernesto Candia, calciatore e allenatore di calcio argentino (n. 1921)
- Damiano Caruso, mafioso italiano (n. 1937)
- Cesare Cesarini, compositore e direttore d'orchestra italiano (n. 1905)
- Lorenzo Chiaraviglio, architetto italiano (n. 1910)
- Vincenzo Ciaffi, antifascista, regista teatrale e latinista italiano (n. 1915)
- Francesco Paolo Como, pittore e scultore italiano (n. 1888)
- Phil DeLara, fumettista e animatore statunitense (n. 1914)
- Wagih El-Kashef, calciatore egiziano (n. 1909)
- Giacinto Fiore, pittore italiano (n. 1911)
- Marcello Firpo, poeta e scrittore francese (n. 1876)
- Dirk Foch, direttore d'orchestra e compositore olandese (n. 1886)
- Oreste Fortuna, generale italiano (n. 1893)
- Antonio Fossati, calciatore italiano (n. 1920)
- Harold Franks, pugile britannico (n. 1891)
- Cosimo Fricelli, regista e attore italiano (n. 1917)
- Giuseppe Galbai, ciclista su strada, pilota motociclistico e imprenditore italiano (n. 1887)
- Danny Green, attore inglese (n. 1903)
- Alfonse Henry Heller, ingegnere e botanico statunitense (n. 1894)
- Richard Hull, scrittore britannico (n. 1896)
- Emilio Lancia, architetto italiano (n. 1890)
- Li Zhen, politico e militare cinese (n. 1914)
- Polly Luce, attrice statunitense (n. 1905)
- Antonio Maddaluno, calciatore italiano (n. 1908)
- Carlo Maluta, calciatore e allenatore di calcio italiano (n. 1927)
- Pasquarosa, pittrice italiana (n. 1896)
- Barsanofio Pasquale Marsella, storico e presbitero italiano (n. 1880)
- Jasper Maskelyne, illusionista inglese (n. 1902)
- Domenico Mastini, inventore italiano (n. 1897)
- Antonio Meneghetti, militare e compositore italiano (n. 1890)
- Beniamino Montesano, militare italiano (n. 1899)
- Gwigwi Mrwebi, sassofonista e clarinettista sudafricano (n. 1936)
- Otto Mráz, calciatore cecoslovacco (n. 1901)
- Emilio Musso, scultore italiano (n. 1890)
- Kamal Nasser, rivoluzionario palestinese (n. 1924)
- Uriel Nespoli, direttore d'orchestra italiano (n. 1884)
- Felice Paradiso, pediatra italiano (n. 1896)
- Giuseppe Pessina, fotografo italiano (n. 1879)
- Elettra Raggio, attrice, regista e sceneggiatrice italiana (n. 1887)
- Hassan Raghab, calciatore egiziano (n. 1909)
- Alberto Riccoboni, architetto e storico dell'arte italiano (n. 1894)
- Dries Riphagen, criminale di guerra olandese (n. 1909)
- Guido Romanelli, militare italiano (n. 1876)
- Mariano Rosati, filosofo e poeta italiano (n. 1894)
- Camillo Rosso, generale italiano (n. 1882)
- Enrico Russo, politico e sindacalista italiano (n. 1895)
- Domenico Savino, compositore italiano (n. 1882)
- Gastone Silvano Spinetti, giornalista e funzionario italiano (n. 1908)
- Giovanni Starace, militare italiano (n. 1920)
- Luis Subercaseaux, diplomatico, calciatore e velocista cileno (n. 1882)
- Walter Summers, regista e sceneggiatore inglese (n. 1896)
- Paolo Supino, generale italiano (n. 1893)
- Luigi Galeazzo Tenconi, scrittore e traduttore italiano (n. 1899)
- Dorothea Thiess, attrice tedesca (n. 1897)
- Pietro Torta, ingegnere e esperantista italiano (n. 1896)
- Antonino Trizzino, giornalista e militare italiano (n. 1899)
- Felice Tua, generale italiano (n. 1912)
- Gaetano Ventimiglia, direttore della fotografia italiano (n. 1888)
- Carlo Vitale, politico italiano (n. 1930)
- Josef Walter, ginnasta svizzero (n. 1901)
- Wang Zi-Ping, artista marziale cinese (n. 1891)
- James Wilson, mezzofondista britannico (n. 1891)
- Mílton Alves da Silva, calciatore brasiliano (n. 1931)
- Giovanni de Vergottini, storico italiano (n. 1900)
- Hélio dos Santos, calciatore brasiliano